# الحالة العاطفية
ترتبط الآثار المترتبة اضطراب الحالة العاطفية بمشاكل نفسية كالضغط النفسي والاكتئاب والقلق. ويمثل هذا بعض المخاوف فيما يخص الصحة البدنية مثل الأرق والاضطرابات الهضمية ونقص الطاقة عمومًا. ويُعد الشخص المصاب بهذه الاضطرابات العاطفية شخص يعاني من انخفاض الثقة بالنفس والتشاؤم والحساسية العاطفية بالإضافة لكونه كثير النقد له، وأيضًا يحتاج أن يؤكد ه باستمرار من خلال مشاعره، كما أنه خجول وقلق للغاية فيما يخص المستقبل ويصب تركيزه الماضي. وكما أشارت الدكتورة «مارسيا نفارو» في كتابها «العلاج العاطفي» «ليس هناك أحد آمن من المعاناة النفسية، فهي حالة خطيرة للغالية يمكن أن تتسبب في حالة مستمرة من الغضب والحزن والقلق والاكتئاب أيضًا».
لكن الجانب الإيجا نجد أن الصحة العاطفية تزيد من القدرة التكيف والثقة بالنفس والأداء والكفاءة بالعمل، وقد يتد هذا لدى الحياة. ونجد أن الأفكار تشكل مشاعرنا، فالأفكار ليست إلا محرك للخلايا العصة، وتلك المشاعر الناتجة عن الخلايا العصة تعد نتاج أفكارنا ومن ثم تفرز أجسامنا مواد إدمانية مثل الأدرنالين والكروستيرول. ولا تختلف هذه المواد عن سائر المواد الإدمانية، فالاحتياج إليها يجبر الجسم الشعور والتفكير بطرق معينة، وفي حالة قرر الفرد التخلص من هذه المشاعر الإدمانية يتحتم عليه التفكير بشكل مختلف.
وتعد العلاقة ن العقل والجسد قوية، للدرجة التي يتغذى فيها الحالة النفسية والعقلية بعضهما البعض سواء بالإيجاب أو السلب، فالمشاعر تعتمد الأفكار وكلاهما يحدد مواقف وأفعال الفرد. وتعد هذه الحقائق هي أول الأشياء التي يجب تعليمها للأطفال لكي يتحكموا في زمام حياتهم، وحتى لا تعتمد مشاعرهم ما يدور هم وإنما تعتمد تفسير ما يدور هم.
وتعتبر الصحة النفسية أيضًا جانب من جان الصحة الشخصية والتي يمكن أن تقاس بشكل كمي لتقييم نوعية حياة الفرد، أما الجانب الآخر فهو تقييم الحياة وهذا يعني تقييم حياة الفرد بشكل عام بمقاييس خاصة. وهذا المصطلح يحظى باهتمام العديد من مجموعات الأفراد، سواء من المعالجين الجدد والمستشارين الإداريين، إلى مح الاستجمام في الهواء الطلق أومقدمي ال لكبار السن. كما أنها تحظى باهتمام أولياء الأمور والعاملين بمجالات مرتبطة بالشباب والمدرسين وحملات مناهضة التنمر ومن يفكرون بالتقاعد بالإضافة إلى علماء النفس وغيرهم ممن يعملون بالمهن الصحية.
وتؤدي الصحة العاطفية الجيدة إلى صحة جسدية جيدة، مما يمنع الإصابة بالأمراض وتمكن الفرد من الاستمتاع بالحياة والعيش بسعادة، وبهذه الطريقة يصبح الإنسان «شخص معالج» وذلك من خلال مرايا الخلايا العصة، فتلك الخلايا مسؤولة عن الإحساس بالتعاطف والغضب بهدف التأقلم مع الآخرين. وتعد مرايا الخلايا العصة أيضًا مسؤولة عن جعل الأفراد يشعرون بشعور أفضل عندما يكونون بصحبة أشخاص مشجعين ومرحين وإيجاين. أما الجانب الآخر فالأفراد المعروفين بأنهم «أشخاص سامين»، يجعلون من هم يشعرون بشعور سيء.
وجعل «الجراح العام للولايات الأمريكية» الصحة العاطفية إحدى أولوياته، وتحدث عن أهميتها خلال مهرجان آسب للأفكار عام 2016.
ويجب الأطباء اتباع نهج كلي للعناية بمرضاهم بما يتضمن الصحة الجسدية والنفسية والاجتماعية، وبهذه الطريقة عليهم أن يدركوا أهمية العلاج العاطفي في مساعدة المرضى للسيطرة والحد من المشاعر السلة التي يمكن أن تدمر صحتهم، وبدلًا من ذلك تعليمهم كيفية تعزيز المشاعر الإيجاة لديهم والتي يمكن بدورها أن تساعد بعلاج بعض الأمراض.